# デズモンド・ナカノ
デズモンド・ナカノ（Desmond Nakano、1953年 - ）は、アメリカ合衆国の脚本家、映画監督。

## 人物
日系三世である。
監督を務めた長編映画には、1995年の映画『ジャンクション (White Man's Burden)』、2007年の映画『アメリカンパスタイム 俺たちの星条旗 (American Pastime)』がある。この他にも脚本家として長編劇映画に関わっており、1989年の映画『ブルックリン最終出口 (Last Exit to Brooklyn)』、1992年の映画『アメリカン・ミー (American Me)』の脚本を務めたほか、自ら監督した『ジャンクション』、『アメリカンパスタイム 俺たちの星条旗』の脚本も手がけている。

## おもなフィルモグラフィ

### 監督・脚本
- 1995年：ジャンクション (White Man's Burden)
- 2007年：アメリカンパスタイム 俺たちの星条旗 (American Pastime)

### 脚本
- 1979年：ブールバード・ナイト (Boulevard Nights)
- 1984年：ボディ・ロック (Body Rock)
- 1986年：ブラックライダー (Black Moon Rising)
- 1989年：ブルックリン最終出口 (Last Exit to Brooklyn)
- 1992年：アメリカン・ミー (American Me)